# Lista de municípios de Mato Grosso do Sul por população (2017)
Relação de municípios de Mato Grosso do Sul por população, em ordem decrescente, baseada na estimativa do IBGE de 2017. Todos os municípios deste estado tem acima de 3 mil habitantes.
| Posição                    | Município                  | População                  |
| Mais de 200.000 habitantes | Mais de 200.000 habitantes | Mais de 200.000 habitantes |
| -------------------------- | -------------------------- | -------------------------- |
| 1                          | Campo Grande               | 874.210                    |
| 2                          | Dourados                   | 218.069                    |
| Mais de 100.000 habitantes |                            |                            |
| 3                          | Três Lagoas                | 117.477                    |
| 4                          | Corumbá                    | 109.899                    |
| Mais de 40.000 habitantes  |                            |                            |
| 5                          | Ponta Porã                 | 89.592                     |
| 6                          | Sidrolândia                | 54.575                     |
| 7                          | Naviraí                    | 53.188                     |
| 8                          | Nova Andradina             | 52.625                     |
| 9                          | Aquidauana                 | 47.482                     |
| 10                         | Maracaju                   | 44.994                     |
| 11                         | Paranaíba                  | 41.755                     |
| Mais de 20.000 habitantes  |                            |                            |
| 12                         | Amambai                    | 38.465                     |
| 13                         | Rio Brilhante              | 36.144                     |
| 14                         | Coxim                      | 33.323                     |
| 15                         | Caarapó                    | 29.292                     |
| 16                         | Miranda                    | 27.525                     |
| 17                         | São Gabriel do Oeste       | 25.898                     |
| 18                         | Jardim                     | 25.758                     |
| 19                         | Aparecida do Taboado       | 25.072                     |
| 20                         | Anastácio                  | 24.954                     |
| 21                         | Bela Vista                 | 24.331                     |
| 22                         | Chapadão do Sul            | 23.940                     |
| 23                         | Ribas do Rio Pardo         | 23.881                     |
| 24                         | Itaporã                    | 23.539                     |
| 25                         | Ivinhema                   | 23.021                     |
| 26                         | Ladário                    | 22.590                     |
| 27                         | Bataguassu                 | 22.389                     |
| 28                         | Cassilândia                | 21.748                     |
| 29                         | Bonito                     | 21.483                     |
| 30                         | Terenos                    | 20.855                     |
| 31                         | Nova Alvorada do Sul       | 20.772                     |
| 32                         | Itaquiraí                  | 20.637                     |
| 33                         | Costa Rica                 | 20.159                     |
| Mais de 10.000 habitantes  |                            |                            |
| 34                         | Rio Verde de Mato Grosso   | 19.569                     |
| 35                         | Fátima do Sul              | 19.181                     |
| 36                         | Sonora                     | 18.393                     |
| 37                         | Mundo Novo                 | 18.103                     |
| 38                         | Porto Murtinho             | 16.879                     |
| 39                         | Iguatemi                   | 15.838                     |
| 40                         | Coronel Sapucaia           | 15.016                     |
| 41                         | Água Clara                 | 14.992                     |
| 42                         | Nioaque                    | 14.092                     |
| 43                         | Paranhos                   | 13.852                     |
| 44                         | Camapuã                    | 13.694                     |
| 45                         | Deodápolis                 | 12.773                     |
| 46                         | Eldorado                   | 12.224                     |
| 47                         | Brasilândia                | 11.864                     |
| 48                         | Aral Moreira               | 11.771                     |
| 49                         | Tacuru                     | 11.284                     |
| 50                         | Batayporã                  | 11.248                     |
| 51                         | Dois Irmãos do Buriti      | 11.132                     |
| 52                         | Sete Quedas                | 10.790                     |
| 53                         | Angélica                   | 10.458                     |
| Menos de 10.000 habitantes |                            |                            |
| 54                         | Guia Lopes da Laguna       | 9.991                      |
| 55                         | Glória de Dourados         | 9.960                      |
| 56                         | Anaurilândia               | 8.927                      |
| 57                         | Japorã                     | 8.836                      |
| 58                         | Antônio João               | 8.808                      |
| 59                         | Bodoquena                  | 7.820                      |
| 60                         | Santa Rita do Pardo        | 7.732                      |
| 61                         | Pedro Gomes                | 7.683                      |
| 62                         | Inocência                  | 7.618                      |
| 63                         | Laguna Carapã              | 7.177                      |
| 64                         | Jaraguari                  | 7.019                      |
| 65                         | Bandeirantes               | 6.795                      |
| 66                         | Juti                       | 6.553                      |
| 67                         | Selvíria                   | 6.482                      |
| 68                         | Vicentina                  | 6.041                      |
| 69                         | Caracol                    | 5.972                      |
| 70                         | Douradina                  | 5.827                      |
| 71                         | Corguinho                  | 5.730                      |
| 72                         | Paraíso das Águas          | 5.350                      |
| 73                         | Rochedo                    | 5.346                      |
| 74                         | Alcinópolis                | 5.188                      |
| 75                         | Rio Negro                  | 4.834                      |
| 76                         | Novo Horizonte do Sul      | 4.041                      |
| 77                         | Jateí                      | 4.025                      |
| 78                         | Taquarussu                 | 3.570                      |
| 79                         | Figueirão                  | 3.027                      |